# Capgròs de Narcís Monturiol
El Capgròs de Narcís Monturiol és un cabut que és propietat de la Coordinadora de Geganters de Barcelona. Representa Narcís Monturiol, l'il·lustre enginyer figuerenc del segle xix que va emprendre la creació del primer submarí tripulat, que rebé el nom d'Ictíneo.
El capgròs va ser construït per l'imatger cardoní Toni Mujal el 2009 per participar en la cavalcada de la Mercè, amb motiu de l'any Monturiol. Des de llavors, forma part de la comparsa de la Coordinadora de Geganters de Barcelona i surt de tant en tant en trobades i cercaviles de la ciutat, sovint acompanyat del capgròs d'Ildefons Cerdà.
La figura és exposada permanentment a la seu del Districte de l'Eixample, juntament amb els gegants i gegantons gaudinians de la Pedrera i la Crespinella de Barcelona.